# Kać
Kać (v srbské cyrilici Каћ, maďarsky Káty) je místní část Nového Sadu, hlavního města autonomní provincie Vojvodina v Srbsku. Nachází se severovýchodně od města, v blízkosti dálnice A1 a železniční trati Novi Sad–Orlovat. V roce 2011 zde žilo 11 612 obyvatel, převážně srbské národnosti.
Obec má, stejně jako řada dalších sídel v bývalých Dolních Uhrách, pravoúhlou síť ulic. Z jižní strany ji obklopují původní a dnes slepá ramena Dunaje.
První písemná zmínka o vesnici, která se později stala součástí města Nového Sadu, ač s jeho intravilánem stavebně nesplynula, pochází z roku 1276. Během období existence Habsburské monarchie byla součástí tzv. Vojenské hranice. Od roku 1953 je do města zavedena elektřina. Vzhledem k blízkosti Nového Sadu a suburbanizaci města se v Kaći nárůst počtu obyvatel nezastavil po roce 1991 a neustále roste.